# Diocesi di Rourkela
La diocesi di Rourkela (in latino Dioecesis Rurkelaënsis) è una sede della Chiesa cattolica in India suffraganea dell'arcidiocesi di Cuttack-Bhubaneswar. Nel 2022 contava 275.267 battezzati su 2.211.000 abitanti. È retta dal vescovo Kishore Kumar Kujur.

## Territorio
La diocesi comprende il distretto di Sundergarh nello stato dell'Orissa in India.
Sede vescovile è la città di Rourkela, dove si trova la cattedrale del Sacro Cuore di Gesù.
Il territorio è suddiviso in 44 parrocchie.

## Storia
La diocesi è stata eretta il 4 luglio 1979 con la bolla Cum cordi potissimum di papa Giovanni Paolo II, ricavandone il territorio dalla diocesi di Sambalpur.
L'8 settembre 1980, con la lettera apostolica Christianum populum, lo stesso papa Giovanni Paolo II ha confermato la Beata Maria Vergine del Santissimo Rosario (Beata Maria Virgo a Sacratissimo Rosario), patrona principale della diocesi.

## Cronotassi dei vescovi
Si omettono i periodi di sede vacante non superiori ai 2 anni o non storicamente accertati.
- Alphonse Bilung, S.V.D. † (4 luglio 1979 - 2 aprile 2009 ritirato)
- John Barwa, S.V.D. (2 aprile 2009 succeduto - 11 febbraio 2011 nominato arcivescovo di Cuttack-Bhubaneswar)
  - Sede vacante (2011-2013)
- Kishore Kumar Kujur, dal 26 luglio 2013

## Statistiche
La diocesi nel 2022 su una popolazione di 2.211.000 persone contava 275.267 battezzati, corrispondenti al 12,4% del totale.
| anno | popolazione | popolazione | popolazione | presbiteri | presbiteri | presbiteri | presbiteri                | diaconi | religiosi | religiosi | parrocchie |
| anno | battezzati  | totale      | %           | numero     | secolari   | regolari   | battezzati per presbitero | diaconi | uomini    | donne     | parrocchie |
| ---- | ----------- | ----------- | ----------- | ---------- | ---------- | ---------- | ------------------------- | ------- | --------- | --------- | ---------- |
| 1980 | 128.714     | 1.303.758   | 9,9         | 48         | 18         | 30         | 2.681                     |         | 43        | 275       |            |
| 1990 | 164.788     | 1.546.500   | 10,7        | 71         | 27         | 44         | 2.320                     |         | 58        | 255       |            |
| 1999 | 210.355     | 1.600.000   | 13,1        | 76         |            | 76         | 2.767                     |         | 131       | 353       | 36         |
| 2000 | 210.669     | 1.600.000   | 13,2        | 119        | 43         | 76         | 1.770                     |         | 131       | 353       | 36         |
| 2001 | 215.329     | 1.624.000   | 13,3        | 109        | 44         | 65         | 1.975                     |         | 155       | 340       | 38         |
| 2002 | 220.458     | 1.648.000   | 13,4        | 116        | 44         | 72         | 1.900                     |         | 159       | 337       | 39         |
| 2003 | 222.470     | 1.665.000   | 13,4        | 112        | 44         | 68         | 1.986                     |         | 154       | 340       | 41         |
| 2004 | 220.095     | 1.647.225   | 13,4        | 118        | 48         | 70         | 1.865                     |         | 171       | 354       | 40         |
| 2010 | 237.020     | 1.779.000   | 13,3        | 153        | 74         | 79         | 1.549                     |         | 160       | 354       | 40         |
| 2014 | 248.560     | 1.877.000   | 13,2        | 176        | 84         | 92         | 1.412                     |         | 212       | 405       | 41         |
| 2017 | 262.657     | 2.093.437   | 12,5        | 184        | 84         | 100        | 1.427                     |         | 256       | 435       | 43         |
| 2020 | 270.817     | 2.182.000   | 12,4        | 193        | 88         | 105        | 1.403                     |         | 269       | 462       | 43         |
| 2022 | 275.267     | 2.211.000   | 12,4        | 187        | 82         | 105        | 1.472                     |         | 265       | 471       | 44         |